# Надьон Іван Петрович
Іва́н Петро́вич Надьо́н (5 січня 1924, Переволочна, Чернігівська область, УРСР — 5 листопада 1944, Угорщина) — червоноармієць, учасник німецько-радянської війни, Герой Радянського Союзу.

## Життєпис
Іван Надьон народився 5 січня 1924 року у селі Переволочна Прилуцького району Чернігівської області в сім'ї українських селян. Він встиг отримати лише початкову освіту, після чого почав працювати в Українському філіалі Всесоюзного інституту тютюну і махорки.
Початок німецько-радянської війни хлопець зустрів у рідному селі, яке окупували німці. У 1943 році, коли Переволочна перейшла під владу Червоної армії Іван Надьон звернувся до військкомату з проханням відправити його на фронт. Після короткої військової підготовки його зарахували до лав 2-го Українського фронту автоматчиком. В першому ж бою Іван проявив хоробрість та винахідливість, знищивши близько двадцятьох ворогів і не відступивши у рукопашному двобої. За це його нагородили медаллю «За відвагу». Вдруге солдат показав неабияку хоробрість під час форсування Південного Бугу поблизу Ладижина. В цій операції Іван Надьон спочатку здійснював вогневу підтримку-прикриття форсувальників, а згодом переправився на правий берег річки на маленькому плоті й допоміг соратникам утримати плацдарм. Під час бою ця бойова група відбила шість контратак нападників. За мужність і геройство, проявлені при форсування Південного Бугу, рядовому Івану Надьону 13 вересня 1944 року надали звання Героя Радянського Союзу. 5 листопада цього ж року він загинув на території Угорщини при форсуванні Тиси.
Окрім медалі «За відвагу» і звання Героя радянського Союзу Іван Надьон удостоєний ордена Леніна та ордена Червоної Зірки. У рідному селі його іменем названо вулицю, на честь Івана Надьона споруджено пам'ятник.
У 2014 р. "Укрпошта" випустила конверт «Іван Надьон» тиражем 409 000 пр.